# Реакція відторгнення трансплантату
Реакція відторгнення трансплантата — імунна відповідь реципієнта на пересадку чужорідного органа чи тканини.

## Імунна відповідь
Основна проблема будь-якої трансплантації — імунна відповідь організму реципієнта на трансплантат. Т-клітини реципієнта та антитіла борються з клітинами чужорідного органу. Причина реакцій відторгнення полягає в різній структурі поверхні клітин, зокрема відмінності антигенів гістосумісності (антигени MHC або Антигени HLA) клітинних мембран живих істот. Ця поверхнева структура визначається генетично, тому кожна людина має свою структуру клітинної поверхні. З цієї причини родичі часто є найбільш придатними донорами органів, оскільки є підвищена генетична схожість. Перші успішні трансплантації органів також були проведені з генетично однаковими близнюками.
Перенесення донорської тканини, що містить імунні клітини, особливо кісткового мозку та тканини печінки, також може призвести до «зворотної» імунної реакції клітин проти організму господаря (трансплантант проти господаря): реакція Графт версус Хост (Graft-versus-Host-disease).
Для зменшення ризиків появи реакцій відторгнення, застосовують імунологічну селекцію пари «донор — реципієнт»:
- Визначення сумісності по системі АВО (група крові донора і реципієнта)
- Визначення ступеня гістосумісності (HLA-фенотип донора і реципієнта)
- Визначення передіснуючих антитіл за допомогою реакції cross-match (рівень специфічної пресенсибілізації реципієнта)

## Відторгнення трансплантата
Реакції відторгнення диференціюються залежно від їх часу та ступеня:

#### Найгостріша реакція відторгнення
Найгостріша реакція відторгнення (зверхгостре відторгення) відбувається протягом декількох хвилин до години після трансплантації та відновлення кровотоку. Вона викликається алоспецифічними антитілами або антитілами, специфічними для групи крові, які вже є в момент трансплантації (цитотоксичні антитіла проти антигенів AB0 або HLA трансплантанта). Після активації комплементу фібрин осідає в судинах трансплантата і, таким чином, перекриває їх, обмежуючи кровопостачання. Тканина відмирає.

#### Гостра реакція відторгнення
Гостра реакція відторгнення зазвичай починається від декількох днів до тижнів. Відторгнення між 2-м та 5-м, на наступний день після операції ще називають прискореним відторгненням. В основному це ґрунтується на клітинному рівні інтерстиціального відторгнення (тобто відбувається інфільтрація органу цитотоксичними Т-лімфоцитами). Гостре відторгнення судин відбувається при трансплантації нирок, при цьому реципієнт синтезує антитіла IgG, спрямовані проти алоантигенів епітеліальних клітин донорного трансплантата.
Гостре відторгнення зазвичай можна лікувати, наприклад, глюкокортикоїдами, імунодепресантами або антилімфоцитарними антитілами, такими як базиліксимаб або даклізумаб.

#### Хронічне відторгнення
Хронічне відторгнення відбувається місяцями-роками після пересадки. Здебільшого не спостерігається наявних ознак запалення. Цей тип реакції відторгнення рідко вдало лікується; зазвичай повинна бути проведена нова трансплантація. Що стосується пошкодження тканини, то воно ґрунтується на трансплантатній васкулопатії, тобто незворотному звуженні судин. Клітини ефектори CD4-T типу TH1 мігрують в стінки судин і стимулюють там макрофаги та ендотеліальні клітини. Моноцити мігрують і диференціюються в макрофаги, які виділяють TNF-α та IL-1. Виникає хронічне запалення судинної стінки, яке поступово призводить до звуження, через фіброз, та рубцювання. Прикладами є коронарний атеросклероз після трансплантації серця, інтерстиціальний фіброз з трубчастою атрофією після трансплантації нирок, облітеруючий бронхіоліт після трансплантації легенів.

## Імуносупресивна терапія
Метою імуносупресивної терапії є збереження трансплантата, шляхом пригнічення імунної відповіді організму на чужорідний орган. Мета — забезпечення постійної імунної толерантності, тобто відсутність специфічної для трансплантації імунної відповіді. Щоб уникнути реакцій відторгнення, можна застосовувати наступні комбінації ліків.
Для індукційної терапії застосовують імуносупресивні препарати (циклоспорин, такролімус, азатіоприн або мікофенолати, глюкокортикоїди, антитіла до базиліксимабу та антитімоцитарні глобуліни) іноді у високих дозах. Фіксований тривалий препарат призначається як основна терапія; зазвичай потрійна комбінація стероїдів, інгібіторів кальциневрину (циклоспорин або Такролімус), або еверолімус, або Сиролімус і азатіоприн (або Мофетил мікофенолату). Індукційна терапія моноклональними антитілами проти рецептора інтерлейкіну-2 (базиліксимаб) або поліклональні антитіла проти Т-лімфоцитів, або антигенів тимоцитів (антитимоцитарний глобулін) застосовуються при всіх показаннях до трансплантації (нирок, печінки, серця, легень, підшлункової залози). Важливе значення має ретельний терапевтичний моніторинг імуносупресивних препаратів у перші місяці після трансплантації.
Оскільки ці препарати послаблюють імунітет, реципієнти трансплантатів, які лікуються ними, стають особливо чутливими до бактеріальних, вірусних (CMV, HSV, HHV 6) та грибкових (Aspergillus, Candida) захворювань. Можуть приєднуватись деякі онкологічні захворювання, такі як саркома Капоші на шкірі, та лімфопроліферативні захворювання. У дітей наприклад в 200 разів збільшується ризик лімфоми порівняно зі своїми однолітками.